# 1570
Відродження •  Реформація •  Доба великих географічних відкриттів •  Ганза •  Річ Посполита •  Нідерландська революція •  Релігійні війни у Франції

## Геополітична ситуація
Османську державу очолює Селім II (до 1574). Імператором Священної Римської імперії є Максиміліан II Габсбург (до 1572). У Франції королює Карл IX Валуа (до 1576).
Апеннінський півострів за винятком Папської області та Венеційської республіки належить Священній Римській імперії.
Королем Іспанії та правителем Нижніх земель є Філіп II Розсудливий (до 1598). В Португалії королює Себастьян I Бажаний (до 1578). Королевою Англії є Єлизавета I (до 1603). Король Данії та Норвегії — Фредерік II (до 1588). Король Швеції — Юхан III (до 1592). Королем Угорщини та Богемії є імператор Максиміліан II Габсбург (до 1572).
Королем Речі Посполитої, якій належать українські землі, є Сигізмунд II Август (до 1572).
У Московії править Іван IV Грозний (до 1575). На заході євразійських степів існують Кримське ханство, Ногайська орда. Єгиптом володіють турки. Шахом Ірану є сефевід Тахмасп I.
У Китаї править династія Мін. Значними державами Індостану є Імперія Великих Моголів, Біджапурський султанат, Віджаянагара. В Японії триває період Муроматі.
Триває підкорення Америки європейцями. На завойованих землях існують віцекоролівства Нова Іспанія та Нова Кастилія. Португальці освоюють Бразилію.

## Події

### В Україні
- Засновано Миколаїв (Львівська область), письмова згадка про Володимирець, Жашковичі (Іваничівський район).

### У світі
- 9 січня, підозрюючи, що Новгород і всі його жителі ніби-то хочуть перейти під покровительство Литви, московський цар Іван Грозний з сином і основним військом прибув до міста і влаштував судилище над місцевими жителями — кожний день піддавали тортурам і вбивали від п'ятисот до тисячі новгородців.
- Іван Грозний проголосив маріонеткове Лівонське королівство.
- 25 лютого — вийшла булла папи Пія V про усунення англійської королеви Єлизавети I від влади, відлучення як єретички та звільнення підданих від присяги.
- Шпаєрською угодою утворено Трансильванське князівство.
- Турки розпочали завоювання Кіпру, що належав тоді Венеційській республіці.
- Затверджено Тридентську месу.
- У Шотландії почалася громадянська війна між прихильниками та противниками Марії Стюарт.
- У Франції Сен-Жерменський мир звкінчив третю гугенотську війну.
- Як наслідок Альпухарського повстання почалося масове вигнання морисків із Гранади.
- Північна семирічна війна завершилася відновленням статусу кво анте беллум.
- 9 серпня у битві при Анеґаві союзні війська Оди і Токуґави розбили коаліційні сили Адзаї і Асакура.
- Місто Нагасакі відкрилося для торгівлі з чужоземцями.
- Абрагам Ортеліус опублікував перший атлас «Theatrum Orbis Terrarum».
- Андреа Палладіо опублікував «Чотири книги про архітектуру».

## Народились
Докладніше: Народилися 1570 року
- 13 квітня — Гай Фокс, англійський католик, котрий увійшов в історію як учасник «порохової змови» (1604) — спроби замаху на короля Якова I

## Померли
Докладніше: Померли 1570 року
- 20 жовтня — В Рібейрі у віці 74-х років помер португальський історик і письменник Жоао де Баррош.
- 27 листопада — У Венеції у віці 84-х років помер італійський скульптор і архітектор епохи Високого і Пізнього Відродження Сансовіно (Якопо Татті), головний архітектор Венеціанської республіки.